# 夹津口镇
夹津口镇，是中华人民共和国河南省郑州市巩义市下辖的一个乡镇级行政单位。

## 行政区划
夹津口镇下辖以下地区：
夹津口北营社区、铁生沟村、夹津口村、韩沟村、双河村、石井村、纸坊村、丁沟村、王沟村、申沟村、宋岭村、公川村、韵沟村和卧龙村。